# Фереос, Ригас
Антониос Кириазис (греч. Αντώνιος Κυριαζής, прозвища: Ригас Фереос, Ρήγας Φεραίος, Ригас Велестинлис, Ρήγας Βελεστινλής; ок. 1757, Велестинон, Фессалия — 24 июня 1798, Белград) — греческий писатель и деятель греческого национально-освободительного движения, один из первых представителей греческого Просвещения. Основатель тайного революционного общества, имевшего целью освобождение Греции от турецкого владычества. Казнён турками в Белградской крепости.

## Биография

### Первые этапы
Родился в состоятельной семье в городе Велестинон в Фессалии, где когда-то был расположен древний город Феры (именно поэтому последователи Ригаса, которые были сторонниками античной традиции, и назвали его Фереосом). Окончил Афониад, проживая в монастыре Ватопед на полуострове Айон-Орос, нома Халкидики в Македонии.
Примерно в 1774 году оказался в Константинополе. Согласно преданию, это произошло из-за того что Ригас убил некоего турка, который издевался над ним. В Константинополе Ригас нашёл службу секретаря у Александра Ипсиланти. Примерно в 1782 году вместе с будущим предводителем «Филики Этерия» он переехал в Бухарест.
Здесь, в Валахии, он был секретарём и поверенным местных вельмож, а также преподавал античную историю в одной из городских школ. Известно, что он с совершенстве знал французский и греческий, писал стихи и был музыкантом. В Бухаресте Ригас занимался литературной и переводческой деятельностью и поэтому вошел в кружок греческого философа и публициста Димитриоса Катардзиса. Хотя этот кружок был вовсе не революционным, однако здесь царило свободомыслие. В нём Ригас получил возможность ознакомиться с творчеством французских просветителей: Вольтера, Руссо, Дидро, Монтескьё.

### Литературная деятельность
В 1790 году Ригас приехал в Вену, где в том же году начала выходить греческая газета «Ефимерис». Ригас считал, что для подготовки будущего освободительного движения надо начать с умеренной просветительской деятельности. Так и появилась его первая известная публикация — «Школа чувствительных любовников» (1790). Греческими историками литературы установлено, что это был не оригинальное произведение, а своеобразная переработка шести рассказов французского писателя Ретифа де ля Бретона. Ригас в этих рассказах привлекали не столько «амуры», как утверждение свободы личности, права на собственное усмотрение устраивать свою судьбу, распоряжаться ею. Переводчик-переработчик Ретифа дополнил сюжеты рассказов новыми эпизодами, а также вставил в текст несколько сентиментальных стихов, которые, по его мнению, более соответствуют греческому духу. Эта книга Ригаса имела успех.
Если «Школа чувствительных любовников» пропагандировала свободу чувств и идею естественного равенства людей, то следующая публикация Ригас — «Антология естественных наук» — свободу мышления. Её текст был направлен на «уничтожение предрассудков» и в явном и неявном виде воспроизводил идеи Руссо и энциклопедистов.
В среде греческой диаспоры Вены Ригас нашел единомышленников, и дальнейшие его издательские проекты иногда реализовались в соавторстве. Так, ему принадлежат две (из трех) части в книге «Моральный треножник». Одна из них называлась «Олимпия» и была переводом пьесы Метастазио; она напоминала грекам об Олимпийских играх античности и имела целью пробуждения национальной гордости. Вторая («Альпийская пастушка», стихотворный перевод повести Мармонтеля) была выдержана в духе «Школы чувствительных любовников». Также считается, что Ригасу принадлежит перевод двух пьес Мольера.

## Подготовка к восстанию. Арест и казнь
В августе 1796 года Ригас окончательно переезжает в Вену и начинает непосредственную подготовку к антитурецкому восстанию. Меняется и характер его литературного и переводческого творчества. Именно ради будущего восстания он в течение 1791—1796 гг. занимался изучением географии Греции. Теперь Ригас участвует в переводе с французского книги Бартелеми «Новый Анахарсис» и включает в её издание карту Греции на двенадцати листах (в том числе план Константинополя и расположение турецких военных объектов). Книга вышла в Вене в 1797 году; Ригасу принадлежит перевод той части, которая касается Фессалии (главы 35-39).
В том же 1797 году, в ноябре, подпольно печатается главное произведение Ригаса — «Революционный манифест, или Новый политический строй для народов Румелии, Малой Азии, островов Средиземного моря, Валахии и Молдовы». Он отстаивал идею равноправия христиан и мусульман, а также братство всех порабощенных османской властью народов. Для нового планируемого государства Ригас предложил название «Греческая республика»; её территории должны были быть составлять Балканский полуостров и Малая Азия.
Неотъемлемой частью манифеста Ригаса был «Военный гимн», который очень быстро распространился по всем Балканам.
В эти последние два года пребывания в Вене Ригас основал тайное общество «Этерия» (это название затем было перенято кружком Александра Ипсиланти). У него сразу появились многочисленные поклонники в греческой диаспоре разных стран и в самой Греции.
В конце 1797 года Ригас вместе с несколькими единомышленниками отправился из Вены в Грецию. Но в Триесте их всех арестовала австрийская полиция и после пяти месяцев заключения выдала турецким властям. Ригаса казнили в Белградской крепости; по легенде, последними словами революционера были «Я посеял свободу, пусть другие придут и пожнут».

## Влияние и посмертная слава
Ригас стал героем народных песен и литературных произведений. Он был символом борьбы за свободу для Байрона, Пушкина. В Греции был распространён лубочный рисунок, с изображением Ригаса, который поет свои гимны в кругу соотечественников.
Деятели «Филики Этерия» подхватили идеи Ригаса, они считали себя продолжателями его дела. Песни Ригаса служили повстанцам боевыми маршами. Позже они снова звучали во время восстаний, антифашистской борьбы, гражданской войны 1946—1949 гг. Историческая драма В. Ротаса «Ригас», написанная в двадцатые годы XX века, была запрещена за слишком прозрачные намеки на притеснения греческих властей. Во время гражданской войны в Испании, в рядах Интербригад сражалась рота им. Ригаса Фереоса; в годы диктатуры «чёрных полковников» (1967—1974) имя Ригаса носила подпольная студенческая организация Коммунистической партии Греции (внутренней) — Греческая коммунистическая молодёжь имени Ригаса Фереоса.